# Joseph Dinh Nguyen Nguyen
Joseph Dinh Nguyen Nguyen, né le 5 décembre 1984 à Dong Nai (Sud-Est, Viet Nam), est un ancien séminariste catholique et un chanteur vietnamien, membre du groupe Les Prêtres. 

## Biographie
Après avoir passé le baccalauréat, il suit des cours intensifs de français durant une année puis est envoyé en France le 29 septembre 2003 par Joseph Vũ Duy Thống (en), évêque auxiliaire de l'archidiocèse d'Hô-Chi-Minh-Ville, pour y suivre une formation dans le but de devenir prêtre. 
Le 4 octobre 2003, il entre à l’École internationale de prière et d'évangélisation Jeunesse-Lumière de Pratlong, dans l'archidiocèse d'Albi, Castres et Lavaur.
En septembre 2004, il rejoint le diocèse de Gap et d’Embrun et est envoyé au séminaire d’Aix-en-Provence pour entreprendre les études nécessaire en vue de devenir prêtre pour ce diocèse. 
En 2007, il interrompt sa formation pour prendre le temps de réfléchir avant de décider de poursuivre en vue de la prêtrise ou de faire un autre choix de vie. 
De 2007 à 2009, il entreprend des études d’architecture d’intérieur à Lyon, mais se révèle plus intéressé par la musique et les techniques du son. 
En octobre 2009, à la suite de la proposition de Jean-Michel Di Falco, son évêque, il travaille à mi-temps à la radio du diocèse RCF (Radio Chrétiennes Francophones). 
Parallèlement il s’inscrit dans un établissement d’enseignement par correspondance pour poursuivre une formation d’assistant ingénieur du son. Il obtient un certificat le 21 janvier 2011. 
En juin 2011, Joseph Dinh Nguyen Nguyen choisit de ne pas retourner au séminaire. En 2014, il est marié et a un fils.
En 2018, il ouvre un restaurant de restauration rapide asiatique nommé Chez Nguyen, à Gap.

## Le groupe «Les Prêtres»
Afin de financer, entre autres, la construction d'une église, Mgr Jean-Michel di Falco crée le groupe Les Prêtres, composé de Jean-Michel Bardet, Charles Troesch et Joseph Nguyen Nguyen, trois membres du clergé de son diocèse, qui sortent le 29 mars 2010 l'album Spiritus Dei. Le groupe connaît dès lors un très grand succès international, au travers des différentes tournées aux quatre coins du monde.
Après un démarrage spectaculaire, l'album est disque de platine et numéro 2 dans le classement officiel des ventes d'albums en France. À partir du 12 avril 2010, le disque est certifié Disque de diamant et est en tête des ventes d'albums en France, première place qu'il garde pendant neuf semaines.  Il s'est vendu à plus de 800 000 exemplaires se classant deuxième au top des meilleures ventes de 2010.
Leur deuxième album, Gloria, sorti le 25 avril 2011, se classe numéro 1 dans le classement officiel des ventes d'albums en France dès la première semaine ; de même que pour le troisième et dernier album, Amen sorti en avril 2014, qui se classe no 1 dès la première semaine
.